# Médailles officielles commémoratives des Jeux olympiques de Barcelone 1992

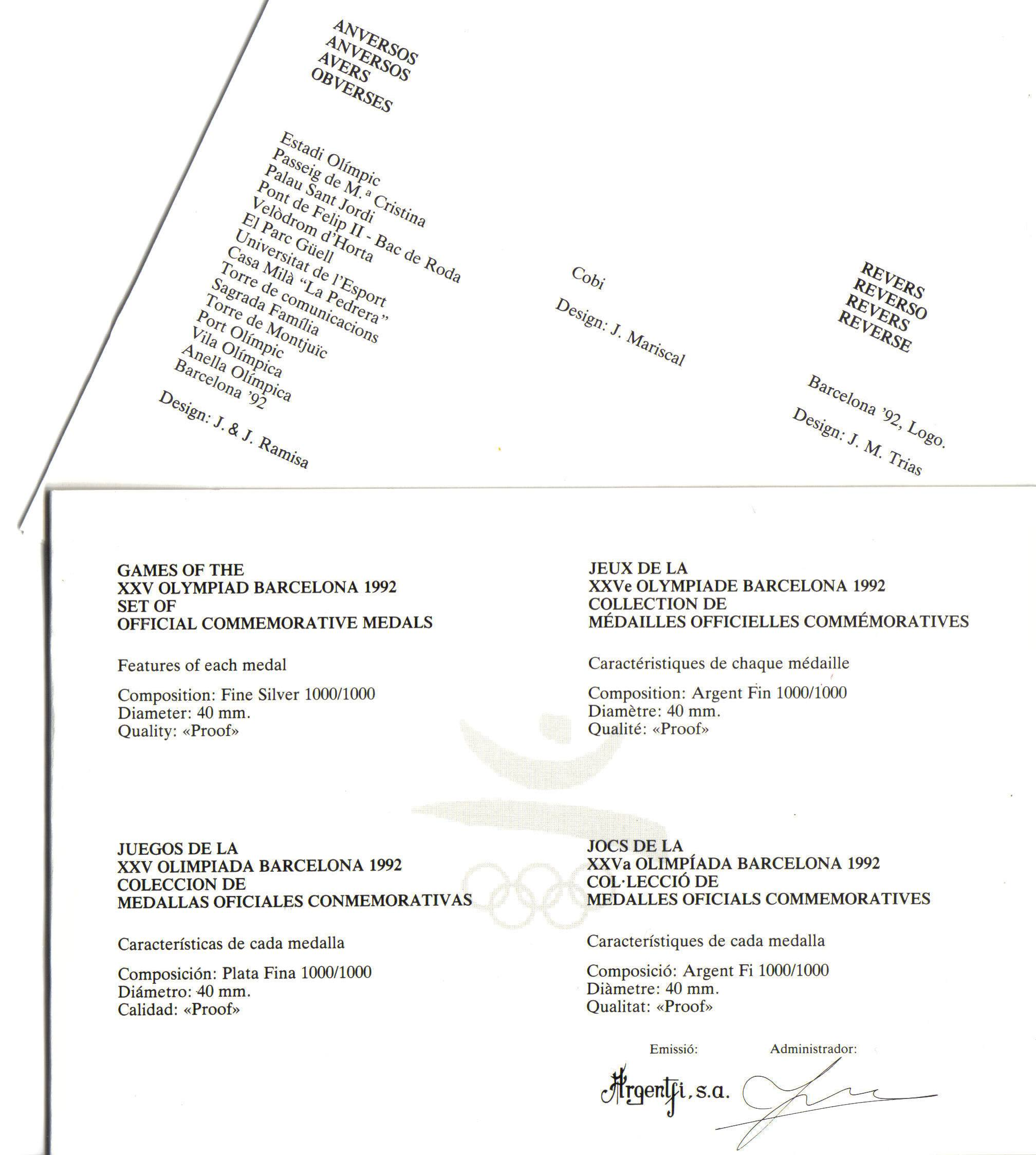
Certificat d’authenticité des médailles des Jeux Olympiques de Barlecone de 1992 édité en 1991

La collection de Médailles officielles commémoratives des Jeux olympiques de Barcelone 1992 est une collection numismatique composée de 16 médailles, commémorant les Jeux olympiques d'été de 1992 qui ont eu lieu à Barcelone. Elles partagent un revers commun gravé par Josep Maria Trias (l'auteur du logo) avec le logo des jeux, et 16 motifs différents sur l'avers. Le numéro 16 a été choisi parce que les Jeux ont duré seize jours.

## Historique
Le 9 décembre 1988, le chef de la direction de l'organisation des Jeux olympiques Barcelona'92, Josep Miquel Abad et la gérante de la société Argentfí SA (Société avec siège à Barcelone qui a cessé son activité en 2001), Josefa Martínez Ortega, ont signé un contrat en vertu duquel le COOB’92 (Comité Organisateur des Jeux Olympiques Barcelona '92) octroyait la concession à cette société pour la fabrication, l'émission et la commercialisation de la série de médailles commémoratives officielles des Jeux de la XXVe Olympiade d'été. 
Le 12 décembre 1988, au Musée et Centre d’Études du Sport Docteur Melcior Colet de la Generalitat de Catalogne a été présentée la première médaille de la série dans laquelle le logo Barcelona '92 figurait sur le revers et la mascotte Cobi conçue par Javier Mariscal sur l’avers. Les émissions ont continué avec quinze avers de plus créés par Josep Ramisa et Jordi Ramisa moyennant la technique du modelage, avec pour sujets les monuments les plus importants de Barcelone et la ville elle-même. La collection complète de 16 médailles a été présentée à nouveau au Musée et Centre d’Études du Sport Docteur Melcior Colet le 13 décembre 1991.
L'émission a été réalisée avec les caractéristiques, alliages et poids suivants : 
- 1000/1000 en argent fin, 40 mm de diamètre.
- 22 carats d'or 917/1000, 26 mm de diamètre, 8,5 g.
- 22 carats d'or 917/1000, 32 mm de diamètre, 17,5 g.

## Expositions
- Museu Olímpic i de l'Esport Joan Antoni Samaranch à Barcelone (section de numismatique au centre).
- Musée et Centre d’Études du Sport Docteur Melcior Colet à Barcelone.